# Lepidium peregrinum
Lepidium peregrinum är en korsblommig växtart som beskrevs av Albert Thellung och George Claridge Druce. Lepidium peregrinum ingår i släktet krassingar, och familjen korsblommiga växter. Inga underarter finns listade i Catalogue of Life.